# Józefa Styrna
Józefa Wiktoria Styrna (ur. 22 grudnia 1947 w Przyborowie, zm. 16 stycznia 2018 w Krakowie) – polska profesor nauk biologicznych. Specjalizowała się w zagadnieniach z zakresu zoologii i genetyki zwierząt. Profesor nadzwyczajny i wykładowca na Wydziale Biologii i Nauk o Ziemi Uniwersytetu Jagiellońskiego, pracownik naukowy Instytutu Zoologicznego na tej uczelni. Członkini Komisji Biologii Rozwoju oraz Komisji Embriologii i Morfologii na Wydziale Przyrodniczym Polskiej Akademii Umiejętności, a także Komitetu Narodowego do spraw Współpracy z Międzynarodową Radą ds. Wiedzy o Zwierzętach Laboratoryjnych ICLAS na Wydziale Nauk Medycznych Polskiej Akademii Nauk.

## Życiorys
Córka Józefa i Wiktorii. Badania naukowe Józefy Styrny skupiały się na genetycznej kontroli jakości gamet myszy. Temu zagadnieniu poświęciła swoją pracę habilitacyjną, którą napisała w 1992 na Wydziale Biologii i Nauk o Ziemi UJ. Tytuł tej rozprawy to Wpływ delecji w chromosomie Y i genów autosomowych na fenotyp plemników u myszy. Stażystka naukowa uniwersytetów w Republice Federalnej Niemiec i Japonii.
Tytuł profesora nauk biologicznych nadano jej w 2007 roku.
Zmarła 16 stycznia 2018, pochowano ją w Krakowie na cmentarzu Prądnik Czerwony.

## Odznaczenia i wyróżnienia
Józefa Styrna została uhonorowana między innymi:
- Nagrodą Rektora Uniwersytetu Jagiellońskiego
- Medalem Komisji Edukacji Narodowej
- Złotym Medalem za Długoletnią Służbę

## Publikacje naukowe
Józefa Styrna jest autorką lub współautorką następujących publikacji naukowych:
- (2004): Chromosome 7q11 controls sperm beat cross frequency (BCF) in mice[5]
- (2004): Immunodetection of aromatase in mice with a partial deletion in the long arm of the Y chromosome[6]
- (2007): Testicular morphology and expression of aromatase in testes of mice with the mosaic mutation (Atp7amo-ms)[7]
- (2007): The influence of the deletion on the long arm of the Y chromosome on sperm motility in mice[8]
- (2008): Gene mapping of sperm quality parameters in recombinant inbred strains of mice[9]
- (2010): Effects of Copper Supplementation on the Structure and Content of Elements in Kidneys of Mosaic Mutant Mice[10]
- (2011): Semen quality parameters and embryo lethality in mice deficient for Trp53 protein[11]
- (2012): Can the partial deletion in the Y chromosome of male mice affect the reproductive efficiency of their daughters?[12]
- (2013): Is p53 controlling spermatogenesis in male mice with the deletion on the Y chromosome?[13]
- (2013): Increased prostaglandin E2–EP2 signalling in cumulus cells of female mice sired by males with the Y-chromosome long-arm deletion[14]